# Perizoma aureoviridis
Perizoma aureoviridis là một loài bướm đêm trong họ Geometridae.